# Чичерин, Кирилл Лаврентьевич
Кирилл Лаврентьевич Чичерин (1674 — ум. не ранее 1747) — русский военный и чиновник, действительный статский советник (1741). 
Сын Лаврентия Михайловича Чичерина (ум. 1694), помещика Перемышльского и Лихвинского уездов; дядя генерал-аншефа Н. И. Чичерина и сибирского губернатора Д. И. Чичерина.
В 1698 г. воевода в Мценске. Стольник, затем на армейской службе. С 1708 глава Земского приказа, потом ландрихтер в Смоленской губернии.
12 октября 1713 определен к ревизии ратуши и Московской большой таможни. С 29 ноября 1713 по 1718 глава Поместного приказа. С 29 марта 1721 г. советник Камер-коллегии. 25 января 1723 г. назначен судьёй (главой) Монастырского приказа (с 18 сентября 1724 г. — Камер-контор Синода).
16 июня 1726 г. назначен в состав присутствия 2-го департамента Синода. 6 апреля 1729 г. произведен в полковники. С 14 ноября 1730 член Дворцовой канцелярии. С 28 марта 1738 г. статский советник, 23 апреля 1741 г. произведен в действительные статские советники. С 1741 советник Соляной конторы.
В последний раз упоминается в документах в 1747 г.